# Trochosa hungarica
Trochosa hungarica là một loài nhện trong họ Lycosidae.
Loài này thuộc chi Trochosa. Trochosa hungarica được Ottó Herman miêu tả năm 1879.